# Новоорловка (Біляєвський район)
Новоорло́вка (рос. Новоорловка) — селище у складі Біляєвського району Оренбурзької області, Росія.

## Населення
Населення — 178 осіб (2010; 220 у 2002).
Національний склад (станом на 2002 рік):
- казахи — 60 %